# 太田在
太田 在（おおた あり、1983年2月21日 - ）は、神奈川県出身のファッションモデルである。所属事務所はアデッソ。血液型はO型。ファッション雑誌『JJ』の元専属モデル。

## 人物・略歴
名前の由来は在原業平。
湘南工科大学附属高等学校、東洋英和女学院大学国際社会学部出身。
高校時代から雑誌『東京ストリートニュース』などの読者モデルとして活躍。
2006年にNHK教育テレビのスペイン語会話で生徒役で出演。同年のスペイン映画『レアル・ザ・ムービー』にも出演した。
2009年は『サタうま!』、『たかじん胸いっぱい』、『プライスバラエティ ナンボDEなんぼ』といった関西ローカルの番組にゲスト出演することが多かった。
競馬好きが高じてか、乗馬ライセンス5級を2009年11月に取得。ブログにて合格したことを報告している。

## 出演

### テレビ
- セサミストリート（2004年10月 - 2006年9月、テレビ東京）
- めざましテレビ：早耳ムスメ（2005年3月 - 2006年9月、フジテレビ）
- ありコレ〜ありんこのDVD COLLECTION（2005年8月 - 2006年7月、TBSテレビ）
- スペイン語会話（2006年4月 - 9月・2007年1月11日、NHK教育）
- キレイの法則（2006年10月 - 、BS朝日）
- たかじん胸いっぱい（2009年5月30日・2010年3月20日、関西テレビ）
- たかじん胸いっぱい 夏の2時間スペシャル!～乱れきった芸能界にとび蹴り!怒りの…（2009年8月29日、関西テレビ）
- ビーバップ!ハイヒール（2009年11月5日・2010年1月21日・4月15日、ABCテレビ）
- よゐこ部（2009年11月10日、MBSテレビ）
- プライスバラエティ ナンボDEなんぼ（2009年11月28日・12月5日、関西テレビ）サブパネラー
- サタうま!（2009年、関西テレビ）ゲスト出演（4回目の出演は12月6日）。
- なるようになるさ。（2013年7月 - 9月、TBSテレビ） - 長島美智 役
- 赤と黒のゲキジョー ヤバい検事 矢場健〜ヤバケンの暴走捜査〜4（2014年11月14日、フジテレビ）

### CM
- 資生堂「化粧惑星」（2005年 - ）共演：香里奈・長谷川潤（イメージガール）
- 北海道銀行「ラピッド」（2007年）

### 映画
- レアル・ザ・ムービー（2006年）ヒロイン 役
  - 監督・脚本：ボルハ・マンソ
- Wanna be FREE!東京ガール（2006年）優子 役
  - 監督：津谷祐司、脚本：大沼紀子、酒井直行

### 舞台
- エブリ リトル シング、2008年7月11日（金） - 20日（日）：紀伊国屋サザンシアター
  - 演出：岡村俊一 原作：大村あつし
- 海と媚薬、2009年4月24日（金） - 29日（水）：銀座みゆき館劇場
  - 作／演出：静馬弘毅
- ニコニコミュージカル「カンタレラ、2011年8月3日（水）-　7日（日）：全労済ホールスペース・ゼロ）
  - 演出：上島雪夫 脚本：大石薫夏、三井秀樹 - クラウディア、ヴァンノッツァ 役
- 大江戸緋鳥808、2012年8月4日（土）-　27日（月）：明治座）
  - 演出：岡村俊一 脚本：渡辺和徳 原作：石ノ森章太郎 - おのぶ 役

### ラジオ
- Arinko Biz World（2022年1月 - 、interfm）

## 出版物

### DVD
- Fruits Kiss（2003年、Express）EXPD-3076
  - イベント：2003年10月19日（日）、秋葉原石丸電気ソフト1にて。
- 無意味姫〜Princess MUIMY〜（2005年、ポニーキャニオン）PCBP-11481
  - イベント：2005年8月6日（土）、秋葉原石丸電気ソフト2にて。
- アリアリウム（2008年、インターネットフロンティア）FOEN020
  - イベント：2008年11月8日（土）、秋葉原石丸電気ソフト2にて。

### 写真集
- ありんこ（2004年12月、竹書房）ISBN 4812419689 撮影：木村晴